# Amed Sherwan

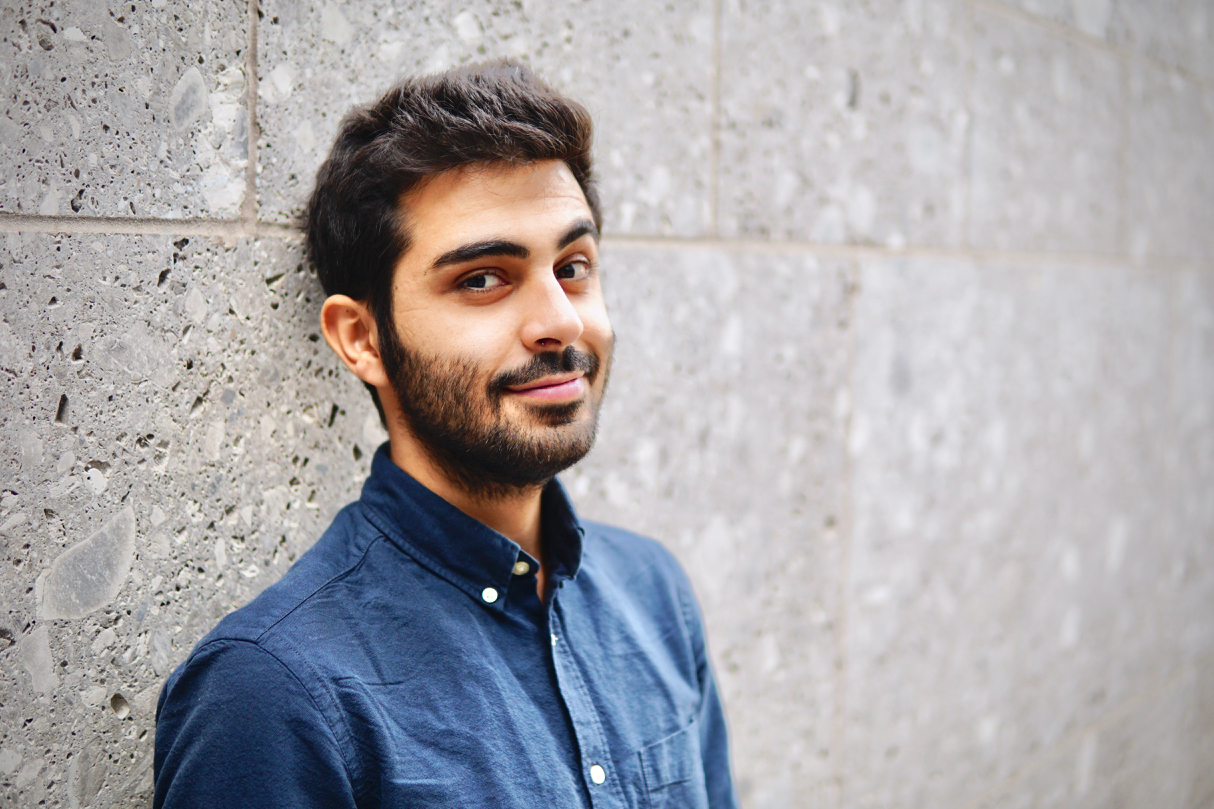
Amed Sherwan (2019)

Amed Sherwan (* 16. Oktober 1998 in Erbil) ist ein aus dem Irak stammender Aktivist für Atheismus und LGBT-Rechte, der in Deutschland lebt. Im Herbst 2020 veröffentlichte er seine Autobiografie mit dem Titel Kafir: Allah sei Dank bin ich Atheist.

## Leben
Amed Sherwan wuchs in der Stadt Erbil im kurdischen Teil des Iraks in einer gläubigen muslimischen Familie auf. Im Alter von 14 Jahren stieß er auf einen religionskritischen Post auf Facebook, begann sich verstärkt mit dem Islam zu befassen und las viele Bücher online, welche er im Irak nicht kaufen konnte. In den Texten wurde der Einfluss des Islam in Bezug auf den Dschihad und Geschlechterrollen kritisch analysiert. In seiner Autobiografie beschreibt er, von religionskritischen Texte des marokkanischen Schriftstellers Kacem El Ghazzali beeinflusst worden zu sein. Sherwan distanzierte sich zunächst nur innerlich von der Religion und verbrannte heimlich einen Koran, um zu sehen, ob Allah ihn dafür bestrafen würde. Er machte seine Kritik aber mit 15 Jahren auch öffentlich, indem er darüber auf Facebook schrieb. Sein Vater zeigte ihn an, nachdem Nachbarn ihn darauf aufmerksam gemacht hatten. Sherwan wurde zunächst wegen „Gotteslästerung“, dann wegen Widerstandes gegen Beamte bei seiner Festnahme angeklagt, verhaftet und in der Polizeistation und im Jugendgefängnis mit Elektroschocks und Peitschen gefoltert. Aufgrund seines geringen Alters und eines engagierten Rechtsanwalts erhielt sein Fall größere mediale Aufmerksamkeit. Nachdem sein Onkel eine Kaution bezahlt hatte, kam Sherwan frei, konnte aber aufgrund seiner Bekanntheit nicht mehr sicher im Irak leben. Seine Verwandten bezahlten ihm daher die Flucht nach Deutschland mithilfe von Schleusern. In Flensburg, wo er seit 2014 lebt, stellte er einen Antrag auf Asyl, der 2017 aufgrund begründeter Furcht vor Verfolgung im Irak bewilligt wurde.
Sherwan engagiert sich als islamkritischer Aktivist und Blogger. Er schreibt Artikel für die Jungle World und den Humanistischen Pressedienst und setzt sich auf Vorträgen und in Podiumsdiskussionen für mehr Toleranz in muslimischen Gemeinschaften ein. Er fordert die Anerkennung von Atheismus als Fluchtgrund und engagiert sich für die Rechte von Lesben und Schwulen, ist aber selbst heterosexuell. Im Jahr 2018 wurde er bekannt, indem er in einem T-Shirt mit der Aufschrift „Allah is gay“ auf der Christopher Street Day Parade in Berlin mitlief. Auf einer pro-palästinensischen Demo trug er ein Plakat, auf dem sich ein Jude und ein Araber küssen. In Hamburg demonstrierte er im November 2020 gegen eine Kundgebung von rund 250 Islamisten mit einem Plakat mit der Aufschrift „Alle Menschen sind gleich an Würde geboren und frei. Doch die Ehre Mohammads geht mir am Arsch vorbei“. Sherwan wurde wiederholt von Muslimen in Deutschland bedroht, auch tätlich angegriffen.
Im Oktober 2020 war er ein Mitunterzeichner eines offenen Briefes an den Juso-Bundesvorsitzenden Kevin Kühnert, in dem er forderte, dass die politische Linke „ihr Schweigen beenden“ und zu einer offenen Islam- und Migrationsdebatte beitragen solle:
„Wir können nicht erkennen, wie es der Integration dienen soll, dass Teile Ihrer Partei und deutsche Ministerien auch zukünftig noch in einseitiger Weise mit Islamverbänden und Organisationen kooperieren, die einen Scharia-Vorbehalt verfechten und nicht für den vollen Bestand der Menschenrechte eintreten. Der Schulterschluss der Politik sollte den liberalen Muslimen gelten.“
Er ist Mitglied im Zentralrat der Ex-Muslime und unterstützt andere religionskritische Gruppen. 2020 veröffentlichte Amed Sherwan gemeinsam mit Katrine Hoop seine Autobiografie Kafir: Allah sei Dank bin ich Atheist im Verlag Edition Nautilus, die er auch bei der Frankfurter Buchmesse 2020 präsentierte.
Auf Facebook und Instagram wurde er im Dezember 2020 und Januar 2021 vorübergehend gesperrt, als er ein Foto eines Kusses mit dem Aktivisten Mohamed Hisham vor der Kaaba in Mekka veröffentlichte. Sherwan ging gerichtlich dagegen vor. Nachdem alle Sperrungen rückgängig gemacht wurden, hat das Landgericht Flensburg (Beschluss vom 17. März 2021, Az. 7 O 2/21) Facebook die gesamten Kosten des Verfahrens auferlegt.

## Veröffentlichungen
- Amed Sherwan, Katrine Hoop: Vom Ziel zum Weg. In: Denkfabrik (Hrsg.): Verbündet euch! Für eine bunte, solidarische und freie Gesellschaft, Edition Nautilus, 2021, ISBN 978-3-96054-255-1
- Amed Sherwan, Katrine Hoop: Kafir: Allah sei Dank bin ich Atheist. Edition Nautilus, 2020. ISBN  978-3-96054-238-4
- Die Vielfalt, die Polizei und das Achselzucken. In: Vojin Saša Vukadinović (Hrsg.): Zugzwänge – Flucht und Verlangen, Querverlag, 2020. ISBN 978-3-89656-291-3
- Mein nackter Hintern. In: Vojin Saša Vukadinović (Hrsg.): Freiheit ist keine Metapher. Antisemitismus, Migration, Rassismus, Religionskritik, Querverlag, 2018, ISBN 978-3-89656-269-2